# حسين خواجا يخول
العين السيد حسين يوسف خواجا يخول، من اعيان الشراكسة ووجوه المجتمع الشركسي في الأردن.	وُلد في مدينة وادي السير عام 1902م. انتُخب عضوا في المجلس التشريعي لأمارة شرق الأردن لثلاثة دورات انتخابية هي دورات 1931 – 1934 م، 1937 – 1942 م، 1942 – 1947 م.	عُيّن عضوا في مجلس الأعيان الأردني ثلاث مرات في دورات 20 نيسان 1950م، 10 أيلول 1951م، 1 تشرين ثاني 1951م. عُيّن عضوا في المجلس الأستشاري لمحافظة العاصمة عام 1966 م.	انتُخب رئيسا لبلدية وادي السير أربع مرات في أعوام 1957 م، 1960 م، 1964 م، 1971 م واستمر في رئاسته للبلدية حتى عام 1972 م.
عُيّن عضوا في مجلس إدارة المصرف الزراعي الأردني في الفترة 1952 م – 1954 م. انتُخب عضوا في الهيئة الإدارية للجمعية الخيرية الشركسية اثني عشرة دورة انتخابية، كانت أولاها في الهيئة الأدارية الثانية من 22/11/1940م وحتى 12/11/1943 م وآخرها في الهيئة الأدارية الحادية والعشرين من 30/10/1969 م وحتى 15/10/1971 م. انتُخب رئيسا للهيئة الإدارية للجمعية الخيرية الشركسية في أربعة دورات انتخابية هي دورات 1959 – 1962 م، 1962 – 1964 م، 1964 – 1967 م، 67 19– 1968 م.	انتقل إلى رحمته تعالى في مدينة وادي السير عام 1975 م ودُفن فيها بعد حياة حافلة بالعطاء.

## المرجع
كتاب (الشركس - محمد خير حغندوقة- عمان - 1982م)